# سوزان أفوري عطا
سوزان باربارا جيانكورما افوري عطا (بالإنجليزية: Susan Ofori-Atta) (1917 - 1985)، هي طبيبه غانية، حيث كانت أول طبيبه في الساحل الذهبي (غانا حاليا) وثالث طبيبه في غرب افريقيا بعد سفاجا (1929) واليزابيث اوليي، كانت أول امراه في غانا والرابعة في شرق افريقيا في الحصول على درجه جامعيه وأيضا بجرافت جونسون،الكلية الملكية لأطباء النساء والتوليد، الكلية الملكية لطب الأطفال وصحة الطفل، (ولدت في كيبي، غانا 1917 ماتت في المملكه المتحده في يوليو 1985)
كانت أفوري-عطا كبيره الأطباء في مستشفى كوماسي ثم في مستشفى الأميرة لويز للنساء. كانت معاصرة ماتيلدا ج.كليرك، الطبيب الغاني الثاني. حصلت اوفوري عطا على درجة الدكتوراه الفخرية في العلوم من جامعة غانا لعمله على سوء تغذية الأطفال والصليب الملكي من البابا يوحنا بولس الثاني عندما زار غانا في عام 1980 تقديراً لخدماتها الطبية المجانية في عيادتها.
ساعدت افوري عطا في إنشاء جمعية المرأة للشؤون العامة وكانت زميلة مؤسسة في أكاديمية غانا للفنون والعلوم. إنجازاتها هي مصدر إلهام للأطباء الغانيين.

## النشأة وتعليمها
عضو من سلالة أوفوري-عطا الملكية البارزة، سوزان أوفوري-عطا ولدت في كيبي، الساحل الذهبي (غانا الحالية)، في عام 1917 من عائلة تتكون من نانا سير أوفوري عطا الأول، واوكينهي ورئيس باراماونت من Akyem منطقة أبوعكوة التقليدية ونانا أكوسوا دودو.  
تلقت تعليمها الأساسي في دير سانتا ماري في (المينا)في عام 1921 وتعليمها الثانوي في مدرسه اكيموتا في عام 1929 وتم انتخاباها محافظ للكلية في سنتها الأخيرة بالكلية وحصلت على شهادة من جامعه كامبريدج، تدربت في كليه تدريب الممرضات كورلي بو وتخرجت في 1935 ووسعت معرفتها في إسكتلندا لاحقا عملت حكيمه في المستشفي الجامعيه كورلي بو بو ثم التحقت بكلية الطب بجامعه اديمبورجو التي حصلت فيها علي شهادتها الطبية في مجال الطب والجراحة في عام 1947 والدها عفوري عطا هو الذي تحمل نفقاتها لدراستها بالخارج

## حياتها المهنيه ونشاطاتها
بدأت حياتها العملية حكيمه ولاحقا تدربت كطبيبه أطفال، كونها أول طبيبه في ساحل الذهب (غانا حاليا) مسيرتها المهنية كممرضه توليد ولاحقا درست حتى أصبحت طبيبه أطفال مما جعلها أول طبيبه امراه في ساحل الذهب (غانا حاليا) في عام 1960 تطوعت كمساعده في مستشفى congolés infratado
اثناء عملها كطبيبه في مستشفى الأميرة ماري لويس سميت ب (طبيبه الأطفال)تركت هذه المستشفى كي تلتحق بجامعه غانا بكلية الطب التي كانت فيها عضو مؤسس بقسم طب الأطفال قبل ان تبدأ عملها في عيادتها الطبية الخاصة بها عيادة أكرا حيث كما تم الاعتراف بها من قبل الكلية الملكية لأطباء التوليد وأمراض النساء (1949) والكلية الملكية لطب الأطفال وصحة الطفل (1958)
كانت عفوري عطا مدافعه عن حقوق النساء والأطفال وعارضت نظام ميراث Akan
حيث عززت التغييرات في التشريعات التي تضمن الحق في وراثة الزوجات والأطفال الذين مات أزواجهن وآباؤهم دون وصاية وقد أدت حدودها إلى سن قانون الخلافة الوصية (حكومة مجلس الدفاع الوطني المؤقت) قانون الوراثة في عام 1985. وكانت عضوه في الجمعية التأسيسية لعام 1969 كتبت مسودة دستور جمهورية غانا الثانية
في عام 1974، حصلت على دكتوراه فخرية في العلوم من جامعة غانا لبحثها الرائد في سوء تغذية الأطفال - «Kwashiorkor»، وهو مصطلح صاغته وأصبح مصطلحًا طبيًا في المجتمع العالمي.   كانت أبرشية نشطة في الكنيسة الكاثوليكية في غانا، وخاصة في أبرشية أكرا. وكان أيضًا عضوًا تنفيذيًا في اتحاد جمعيات الأطباء الكاثوليك وعضو جمعية الأطباء الكاثوليك في غانا.

## الحياة الشخصية والعائلية
تزوجت عفوري عطا من يوسف ويليام سوين جرافت جونسون محامي بالقضاء العالي، مقره أكرا ومن افراد الأسرة المقربين ليوسف ويليام جرافت جونسون نائب رئيس غانا عام 1979الي 1981 اثناء فتره 1960 الدكتور جرافت جونسون
قام باحتجاج فردي في مساله قانونيه خارج مباني المحكمة العليا في 1979 وأيضا
كان رئيس حزب يسار الوسط  يوسف ويليام سوين جرافت جونسون     
الأخ الأكبر لسوزان افوري-عطا كان وليام افوري-عطا، سياسي ومحامي في الساحل الذهبي وزير الخارجية وأحد الأعضاء المؤسسين لاتفاقية الساحل الذهبي المتحدة، بالإضافة إلى أحد أعضاء Big Six»، مجموعة من النشطاء السياسيين الذين اعتقلتهم الحكومة الاستعمارية البريطانية بعد أعمال الشغب في أكرا عام 1948، بداية المعركة من أجل استقلال غانا، والتي من شانها ان تتحقق في عام 1957. وكان شقيقه الآخر كوفي أسانتي عفوري-عطا، كبير مكتب الحكومة المحلية لحزب الشعب باتفاقية كوامي نكروما، وبعد ذلك المتحدث الرسمي باسم حكومة البرلمان الغاني. شقيقها الأصغر كان اديلين اكوفوادو، السيدة الأولى في غانا خلال الجمهورية الثانية.

## موتها
ماتت سوزان عفوري عطا لأسباب طبيعية عام 1985 في المملكة المتحدة تم تسميه مبني في مدرستها الجامعية تكريما لها